# PGA Tour 2014
Navigation
Édition précédente Édition suivante
Le circuit de la PGA 2014 est le circuit nord-américain de golf qui se déroule sur l'année 2014. L’événement est organisé par la Professional Golfers' Association of America (PGA) dont la plupart des tournois se tiennent aux États-Unis. Pour la première année, le PGA est étalé sur 2 années entre les mois d'octobre 2013 et septembre 2014.

## Tournois
| Dates                    | Tournoi                               | Lieu                 | Vainqueur                                                  | Points |
| ------------------------ | ------------------------------------- | -------------------- | ---------------------------------------------------------- | ------ |
| 10 au 13 octobre         | Frys.com Open                         | Californie           | Jimmy Walker                                               | 28     |
| 14 au 16 octobre         | PGA Grand Slam                        | Bermudes             | Adam Scott                                                 | 0      |
| 17 au 20 octobre         | Shriners Hospitals for Children Open  | Nevada               | Webb Simpson                                               | 36     |
| 24 au 27 octobre         | CIMB Classic                          | Malaisie             | Ryan Moore                                                 | 48     |
| 31 octobre au 3 novembre | WGC-HSBC Champions                    | Chine                | Dustin Johnson                                             | 66     |
| 7 au 10 novembre         | McGladrey Classic                     | Géorgie              | Chris Kirk                                                 | 32     |
| 11 au 12 novembre        | Wendy's 3-Tour Challenge              | Nevada               | LPGA Team Natalie Gulbis, Cristie Kerr, Stacy Lewis        | 0      |
| 14 au 17 novembre        | Mayakoba Classic at Riviera Maya      | Mexique              | Harris English                                             | 24     |
| 21 au 24 novembre        | Coupe du monde de golf                | Australie            | Jason Day (individuel) Adam Scott, Jason Day (par équipes) | 40     |
| 5 au 8 décembre          | Northwestern Mutual World Challenge   | Californie           | Zach Johnson                                               | 46     |
| 13 au 15 décembre        | Franklin Templeton Shootout           | Floride              | Harris English & Matt Kuchar                               | 0      |
| 3 au 6 janvier           | Hyundai Tournament of Champions       | Hawaii               | Zach Johnson                                               | 46     |
| 9 au 12 janvier          | Sony Open in Hawaii                   | Hawaii               | Jimmy Walker                                               | 42     |
| 16 au 19 janvier         | Humana Challenge                      | Californie           | Patrick Reed                                               | 40     |
| 23 au 26 janvier         | Farmers Insurance Open                | Californie           | Scott Stallings                                            | 52     |
| 30 janvier au 2 février  | Waste Management Phoenix Open         | Arizona              | Kevin Stadler                                              | 52     |
| 6 au 9 février           | AT&T Pro-Am                           | Californie           | Jimmy Walker                                               | 44     |
| 13 au 16 février         | Northern Trust Open                   | Californie           | Bubba Watson                                               | 56     |
| 19 au 23 février         | Championnat du monde de match-play    | Arizona              | Jason Day                                                  | 72     |
| 27 février au 2 mars     | The Honda Classic                     | Floride              | Russell Henley                                             | 60     |
| 6 au 9 mars              | Open de Porto Rico                    | Porto Rico           | Chesson Hadley                                             | 24     |
| 6 au 9 mars              | WGC-Cadillac Championship             | Floride              | Patrick Reed                                               | 76     |
| 13 au 16 mars            | Valspar Championship                  | Floride              | John Senden                                                | 50     |
| 20 au 23 mars            | Arnold Palmer Invitational            | Floride              | Matt Every                                                 | 56     |
| 27 au 30 mars            | Valero Texas Open                     | Texas                | Steven Bowditch                                            | 40     |
| 3 au 6 avril             | Shell Houston Open                    | Texas                | Matt Jones (en)                                            | 58     |
| 10 au 13 avril           | Masters de golf                       | Géorgie              | Bubba Watson                                               | 100    |
| 17 au 20 avril           | RBC Heritage                          | Caroline du Sud      | Matt Kuchar                                                | 50     |
| 24 au 27 avril           | Zurich Classic of New Orleans         | Louisiane            | Noh Seung-yul                                              | 36     |
| 1 au 4 mai               | Wells Fargo Championship              | Caroline du Nord     | J. B. Holmes                                               | 50     |
| 8 au 11 mai              | The Players Championship              | Floride              | Martin Kaymer                                              | 80     |
| 15 au 18 mai             | HP Byron Nelson Championship          | Texas                | Brendon Todd                                               | 44     |
| 22 au 25 mai             | Crowne Plaza Invitational at Colonial | Texas                | Adam Scott                                                 | 54     |
| 29 mai au 1er juin       | Memorial Tournament                   | Ohio                 | Hideki Matsuyama                                           | 64     |
| 5 au 8 juin              | FedEx St. Jude Classic                | Tennessee            | Ben Crane                                                  | 42     |
| 12 au 15 juin            | US Open de golf                       | Caroline du Nord     | Martin Kaymer                                              | 100    |
| 19 au 22 juin            | Travelers Championship                | Connecticut          | Kevin Streelman                                            | 48     |
| 23 au 24 juin            | CVS Caremark Charity Classic          | Rhode Island         | Steve Stricker & Bo Van Pelt                               | 0      |
| 26 au 29 juin            | AT&T National                         | Maryland             | Justin Rose                                                | 48     |
| 3 au 6 juillet           | Greenbrier Classic                    | Virginie-Occidentale | Ángel Cabrera                                              | 42     |
| 10 au 13 juillet         | John Deere Classic                    | Illinois             | Brian Harman                                               | 34     |
| 17 au 20 juillet         | The Open Championship                 | Angleterre           | Rory McIlroy                                               | 100    |
| 24 au 27 juillet         | Canadian Open                         | Québec               | Tim Clark                                                  | 36     |
| 31 juillet au 3 août     | Barracuda Championship                | Nevada               | Geoff Ogilvy                                               | 24     |
| 31 juillet au 3 août     | WGC-Bridgestone Invitational          | Ohio                 | Rory McIlroy                                               | 76     |
| 7 au 10 août             | Championnat de la PGA                 | Kentucky             | Rory McIlroy                                               | 100    |
| 14 au 17 août            | Wyndham Championship                  | Caroline du Nord     | Camilo Villegas                                            | 34     |
| 21 au 24 août            | The Barclays                          | New Jersey           | Hunter Mahan                                               | 74     |
| 29 août au 1er septembre | Deutsche Bank Championship            | Massachusetts        | Chris Kirk                                                 | 68     |
| 4 au 7 septembre         | Championnat BMW                       | Colorado             | Billy Horschel                                             | 70     |
| 11 au 14 septembre       | The Tour Championship                 | Géorgie              | Billy Horschel                                             | 58     |
| 26 au 28 septembre       | Ryder Cup                             | Écosse               | Europe                                                     |        |

## Classement des gains
| Classement | Golfeur        | Pays            | Tournois | Gain ($)  |
| ---------- | -------------- | --------------- | -------- | --------- |
| 1          | Rory McIlroy   | Irlande du Nord | 17       | 8 280 096 |
| 2          | Bubba Watson   | États-Unis      | 21       | 6 336 978 |
| 3          | Jim Furyk      | États-Unis      | 21       | 5 987 395 |
| 4          | Jimmy Walker   | États-Unis      | 27       | 5 787 016 |
| 5          | Sergio García  | Espagne         | 16       | 4 939 606 |
| 6          | Chris Kirk     | États-Unis      | 28       | 4 854 777 |
| 7          | Billy Horschel | États-Unis      | 27       | 4 814 787 |
| 8          | Rickie Fowler  | États-Unis      | 26       | 4 806 117 |
| 9          | Matt Kuchar    | États-Unis      | 24       | 4 695 515 |
| 10         | Martin Kaymer  | Allemagne       | 19       | 4 532 537 |